# Montemayor del Río
Montemayor del Río – gmina w Hiszpanii, w prowincji Salamanka, w Kastylii i León, o powierzchni 15,3 km². W 2011 roku gmina liczyła 311 mieszkańców.